# フォレスト・ヒルズ駅 (LIRRの駅)
フォレスト・ヒルズ駅（英: Forest Hills）は、フォレスト・ヒルズにあるロングアイランド鉄道本線の駅である。ニューヨークにある他のLIRRの駅同様、乗客は週末にシティチケットを利用することが可能である。町にある他の駅とくらべて軽度に利用されており、平日の乗客はわずか1,116人である。本数の多さやミッドタウンへ直行する急行列車があることから、多くの住民は地下鉄を利用する。

## 所在地
この駅はクイーンズ内の同名の地区にあり、71番街（以前はコンチネンタル・アベニューとして知られていた）のうち、オースティン・ストリートとバーンズ・ストリートに挟まれた部分にあるステーション・スクエアの北端に位置している。このステーション・スクエアを隔てて南向かいには、1919年に建てられた塔などを有するテューダー・タウンがあり、駅のデザインと一体化している。71番街に沿って北へ2ブロック進むと、クイーンズでも利用客が多い駅の1つであるフォレスト・ヒルズ-71番街駅がある。

## 歴史
1906年に開業したフォレスト・ヒルズ駅はこの地区へ地下鉄が延伸する30年前に開業した、ニューヨークにある最も古い営業中の駅の1つである。1911年に改築され、その後障害者が利用しやすくするために改造された。標準的な青と白の看板 (signage) がない2つのLIRRの駅のうちの1つである（もう1つはノストランド・アベニュー駅）。その代わり周辺地域を補完する飾り板 (plaques) と古風な看板がある。1917年7月4日、元大統領のセオドア・ルーズベルトがこの駅のステップから「統一スピーチ ("Unification Speech")」をした。

## 駅構造
| 3 | ■本線 | ペン・ステーション方面 （ウッドサイド） |
| 1 | ■本線 | 通過                                    |
| 2 | ■本線 | 通過                                    |
| 4 | ■本線 | ロングアイランド方面 （キューガーデン） |

ローカル・ステーションのフォレスト・ヒルズ駅は相対式ホーム2面と4線を有する。プラットホームAからはペン・ステーション行きの西行き列車が発着し、プラットホームBからはロングアイランドの郊外へ行く東行き列車が発着する。どちらも有効長は4両である。中央線は急行列車専用でホームはない。フォレスト・ヒルズ駅の比較的平坦で直線的な区間はPATHのPA-1とR44の速度試験に使用されたことがある。

## ギャラリー

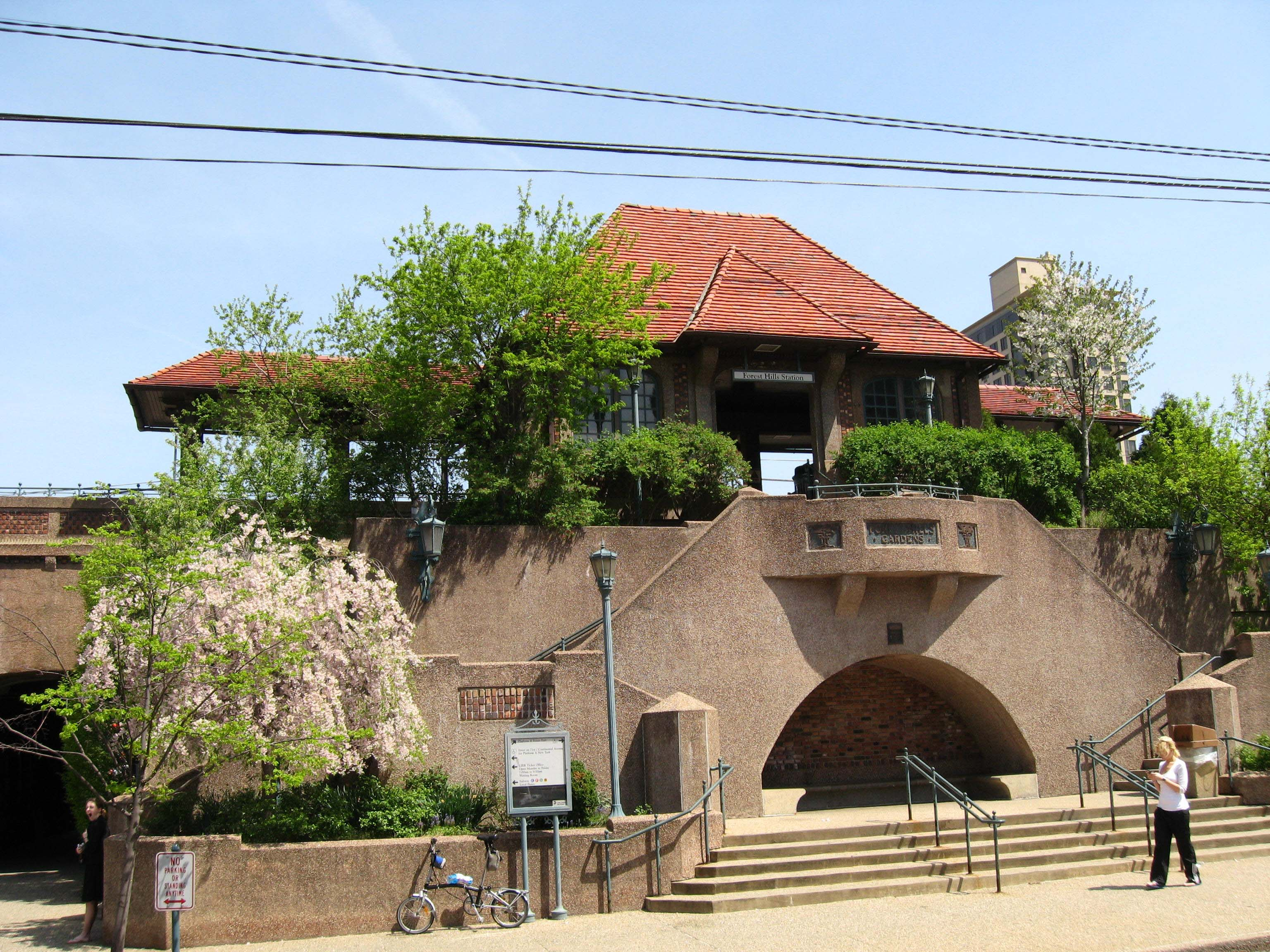
Station Plaza から見る
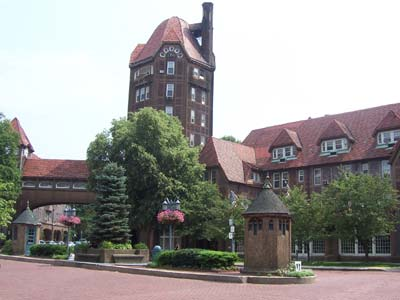
Station Square にて
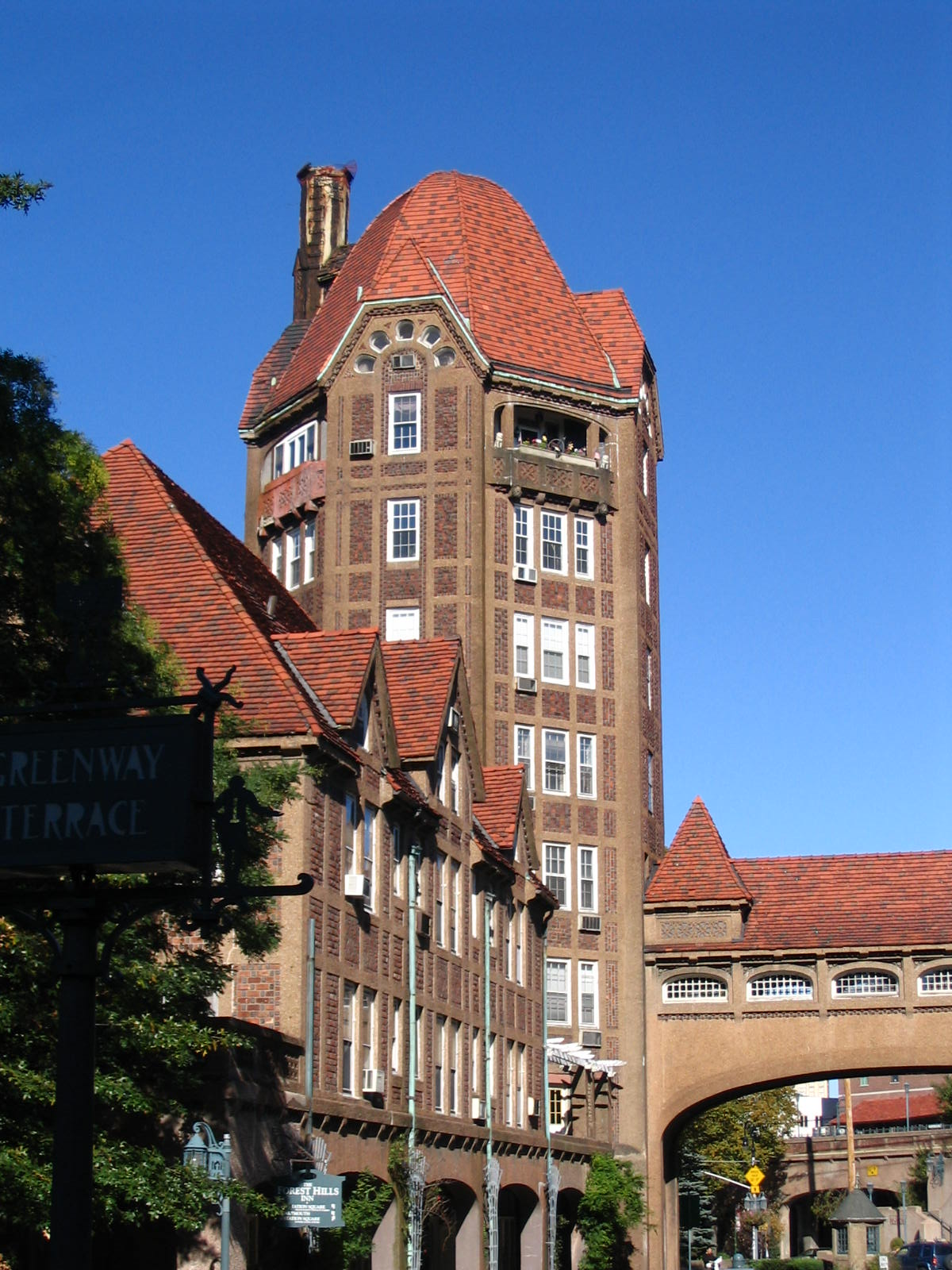
グリーンウェイ・テラス (Greenway Terrace) から見た Station Square